# 小行星2946
小行星2946（2946 Muchachos）是一颗围绕太阳公转的小行星。1941年10月15日，利斯·奧特瑪在图尔库发现了此天体。
該小行星以位於加那利群島最高點的一座岩石丘羅克·德·洛斯·穆查喬斯命名。
这颗小行星的绝对星等为103.00110等。